# イヴァン・マゼーパ
イヴァン・マゼーパ（ウクライナ語: Іван Мазепа、ポーランド語: Jan Mazepa Kołodyński、ロシア語: Иван Степанович Мазепа、1639年3月20日 - 1709年9月21日）は、ウクライナの政治家・軍人。コサック国家のヘーチマン（1687年 - 1709年）、神聖ローマ帝国の公爵（1707年 - 1709年）。キエフ地方のウクライナ系シュラフタ出身。

イヴァン・マゼーパのカリグラフィー

ウクライナ・コサックの棟梁になって以後、コサック国家の復興を目指して領土拡大に成功し、ウクライナの文化、とりわけ正教会の発展に大きく貢献した。しかし大北方戦争でロシア・ツァーリ国のピョートル1世からスウェーデン・バルト帝国のカール12世に寝返り、ピョートル1世に背いた罪でロシア政府によって職位剥奪され、ロシア正教会によって破門され、コサックの敗北のうちに病死した。独立したコサック国家を成立させる努力がためにボフダン・フメリニツキーに次ぐウクライナ第2の英雄と考えられている。

## 生涯
ポーランド・リトアニア共和国ポーランド王冠領（現在のウクライナ）ビーラ・ツェールクヴァ近郊のマゼープィンツィ村にウクライナ貴族のウクライナ・コサックの子として生まれた。父のステパーン・マゼーパ (Степан-Адам Мазепа) はポーランド王国に仕えながらも、フメリニツキーの乱に加わった。マゼーパは父の影響下の元で、ポーランド王ヤン2世の小姓となった。1659年から1663年には外交官にもなっている。1665年まで西欧で軍事教育も受けている。
1663年、マゼーパはポーランドの宮廷を離れ、故郷ウクライナへと帰郷した。彼がウクライナへ戻ったことについて、ジョージ・バイロンが詩『マゼッパ（詩）』にしているが、マゼーパの同世代人による創作である。

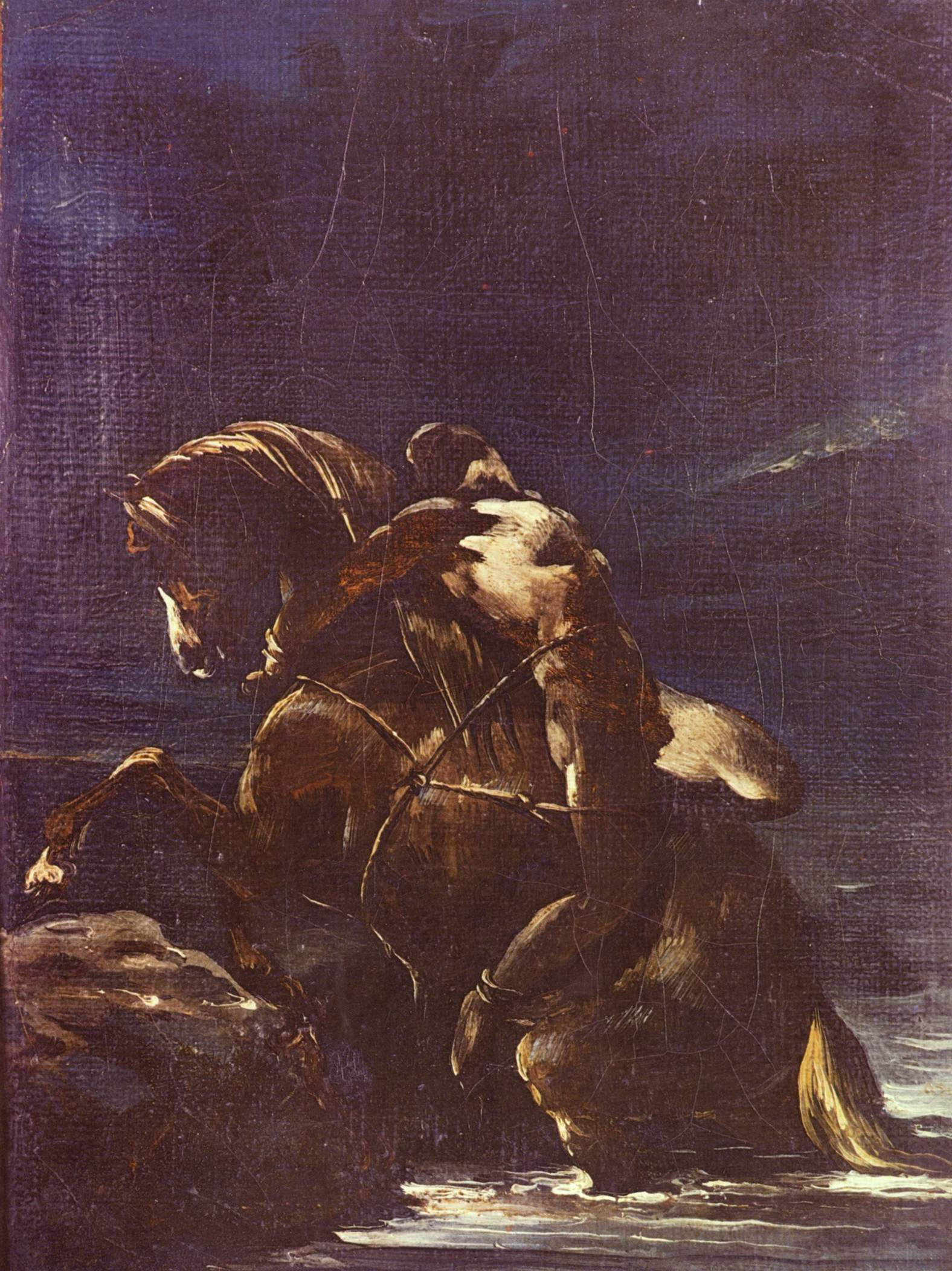
テオドール・ジェリコー画「マゼッパ」（1823年）。バイロンの詩『マゼッパ（詩）』に基づく

彼については、後にヴォルテールやダニエル・デフォーの詩や著書になるなど、伝説と伝承に彩られたコサックの英雄となっていった。
マゼーパは1687年にヘーチマンとなったが、モスクワ大公国（ロシア・ツァーリ国）とは必ずしも悪い関係ではなかった。大北方戦争への参戦は、一説によると、モスクワにおいて酒に酔ったツァーリ・ピョートル1世に侮辱されたことがあり、ウクライナへの帰途において反乱を決意したと伝えられている。自らの野望のために大ロシアの地へスウェーデン王カール12世を引きずり込んだとも言われている。
1704年、マゼーパはカール12世のポーランド侵攻に乗じてドニエプル川右岸（右岸ウクライナ）を占領した。1706年にスウェーデン軍がポーランド・リトアニア共和国の大半を占領すると、マゼーパはスウェーデン軍と画策してロシア遠征を企図した。

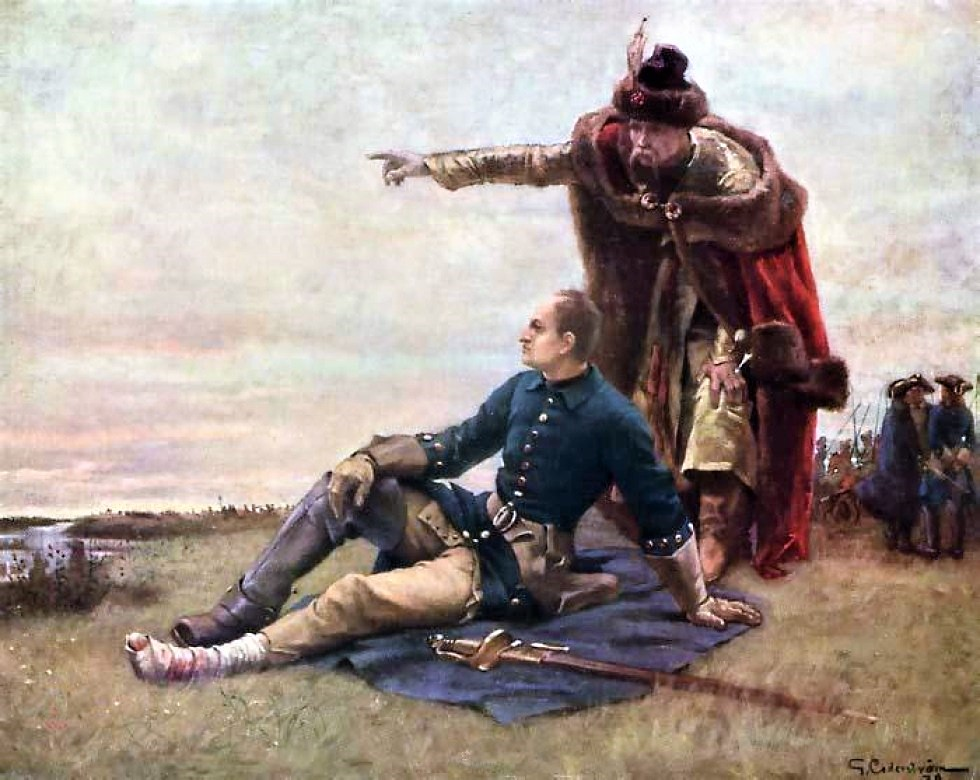
グスタヴ・セーデルストレム画。ポルタヴァの戦いに敗れた老マゼーパとカール12世

マゼーパは3万のコサック兵と補給をもってスウェーデン軍と合流する予定であった。しかし、ピョートル1世はマゼーパの反乱を察知し、ロシア軍を差し向けた。1708年にコサック兵はロシア軍の急襲によって壊滅し、ヘーチマン国家の本拠地バトゥールィンも陥落した。マゼーパは辛くも逃れ、カール12世の本軍と合流した。
1709年、マゼーパのいるスウェーデン軍は、ポルタヴァでロシア軍と戦った（ポルタヴァの戦い）。しかしロシアの焦土作戦によって疲弊したスウェーデン軍は、ロシア軍の前に壊滅に帰した。マゼーパはカール12世と共にモルダヴィアのベンデルに逃亡、病を患い、志半ばで病没した。
マゼーパの悲劇は早くから伝説化された。ヴォルテールやダニエル･デフォーなどが伝え、ジョージ・バイロンの他にヴィクトル・ユゴーが詩『マゼッパ（ヴィクトル・ユゴー）』にし、アレクサンドル・プーシキン は物語詩『ポルタヴァ』を著した。またハンガリーのピアニスト、フランツ・リストによってユゴーの詩に基づいて交響詩「マゼッパ」、ピョートル・チャイコフスキー はプーシキンの詩に基いて歌劇「マゼッパ 」を書き上げた。